# I Believe (シン・ヘソン×清木場俊介の曲)
「I Believe」（アイ・ビリーブ）は、シン・ヘソン×清木場俊介名義のシングル及びシン・ヘソンの1stシングル。2011年10月5日発売。

## 概要
- 「CD+DVD」、「CDのみ」の2形態で発売。
- タイトル曲は、ヘソンが好きなEXILEの楽曲『ただ…逢いたくて』の作詞を手掛けた清木場俊介とのコラボレーション。また、清木場にとっては、他のアーティストとのコラボレーションは初である。

## 収録曲

### CD
1. I Believe
  - 作詞：清木場俊介 / 作曲・編曲：DAIKI

テレビ大阪「関西魂」エンディングテーマ。
2. 永遠に…
  - 作詞：TAMAMI / 作曲：nao / 編曲：nao、田中俊亮
3. I Believe (inst.)
4. 永遠に… (inst.)

### DVD
- I Believe PV
- PV Making Film